# بيل كينكيد
بيل كينكيد (بالإنجليزية: Bill Kincaid)‏ هو مطور برمجيات ومهندس أمريكي، ولد في 10 مارس 1956 في ليما في بيرو.